# Скуленко Іван Михайлович
Іван Михайлович Скуленко (нар. 1901 — пом. 1990) — український історик, музеєзнавець, краєзнавець. Автор публікацій, присвячених Софії Київській. Перший директор Софійського заповідника (1934—1937)
Репресований у 1930-ті. Ветеран Великої Вітчизняної війни. Один з тих, хто заклав підвалини українського музеєзнавства радянської доби. Один з найкращих знавців та популяризаторів пам'яток Києва.
За його керівництва широко розгорнулися дослідницькі та ремонтно-реставраційні роботи, було організовано науково-фондову та екскурсійну справу. Після війни працював ученим секретарем Історичного музею в м. Києві.